# Corbula zelandica
Corbula zelandica is een tweekleppigensoort uit de familie van de Corbulidae. De wetenschappelijke naam van de soort is voor het eerst geldig gepubliceerd in 1835 door Quoy & Gaimard.